# PalaGolfo
Il PalaGolfo "Raul Micheli" è il principale palazzo dello sport di Follonica, in provincia di Grosseto ed è dedicato all'hockeista Raul Micheli.
La struttura è polivalente e ospita prevalentemente manifestazioni sportive di pallamano, pallavolo, pallacanestro, hockey, ginnastica artistica e arti marziali.
È dagli anni '90 la sede estiva dell'Accademia della Nazionale Italiana di Ginnastica Ritmica: le Farfalle Azzurre si allenano ogni estate nella città del Golfo e da qui sono partite alla conquista delle innumerevoli medaglie in giro per il Mondo.

## Eventi importanti
Nel 2014 il PalaGolfo ha ospitato una sfida delle qualificazioni ai mondiali 2015 di pallamano femminile (organizzata dalla società locale Pallamano Follonica Starfish), vinta dalla nazionale italiana contro la Macedonia per 27-22, di fronte a oltre 2000 spettatori.
È stato utilizzato anche per alcuni eventi hockeistici quando la squadra locale del Follonica Hockey ha vinto la terza Coppa Italia o per la storica vittoria della Coppa Intercontinentale, e per entrambe le manifestazioni si è raggiunto il tutto-esaurito.
Nel 2015 vi si è disputata la finale di Coppa Italia di hockey su pista (quarti e semifinali si erano disputati al Palazzetto dell'hockey Armeni), vinta dall'Hockey Breganze.

### Tennis
Il PalaGolfo ha ospitato la sfida di Coppa Davis 2002 tra Italia e Portogallo, valida per il 3º turno play-off - zona euro-africana - di 1º gruppo e disputata tra il 20 e il 22 settembre 2002, vinta con il punteggio di 4-1 dagli Azzurri, su un campo in sintetico.